# 아름다운 게임

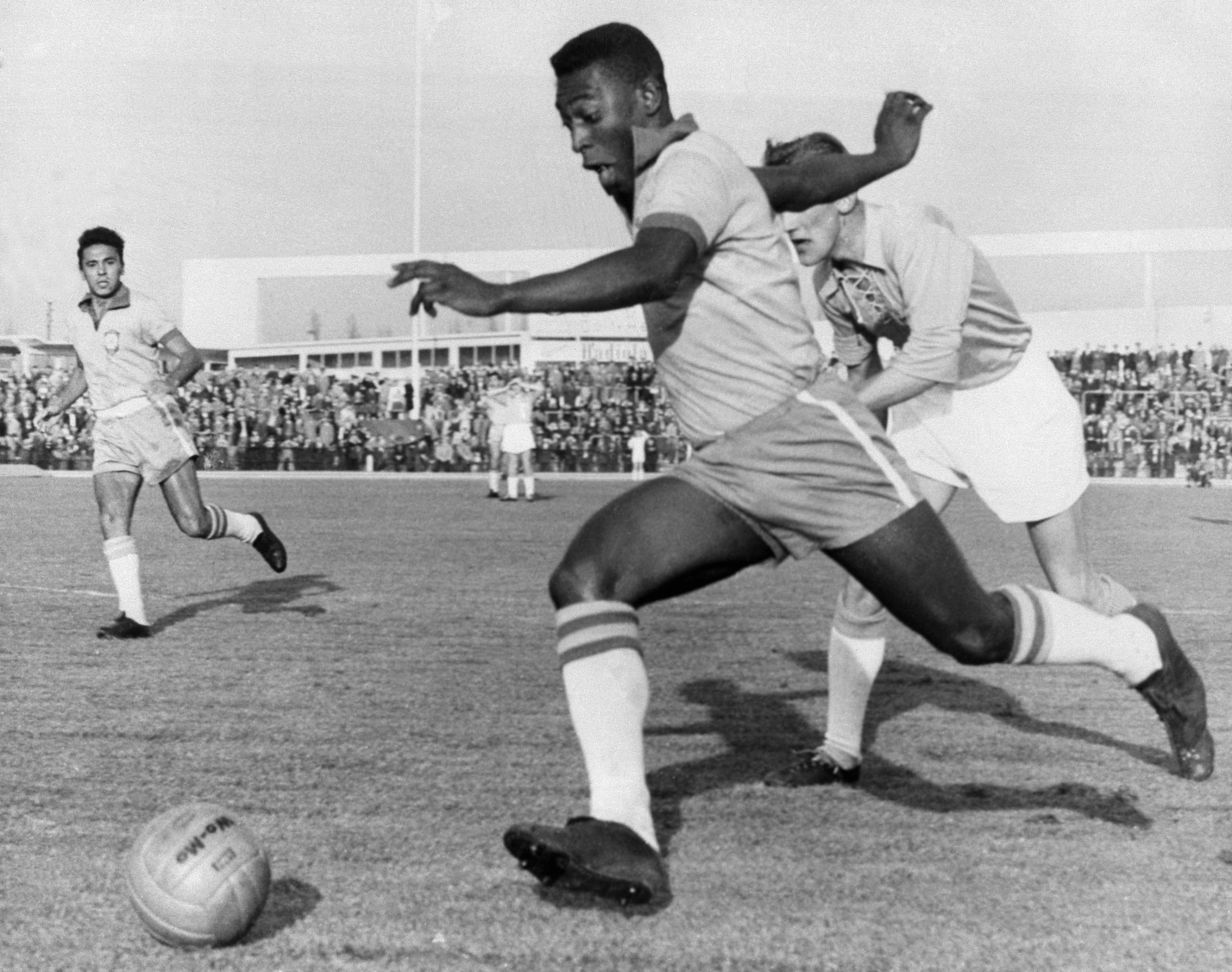
"아름다운 게임"을 보여줬던 현역 시절의 펠레

아름다운 게임(영어: The Beautiful Game, 포르투갈어: o jogo bonito) 또는 아름다운 경기는 축구의 별칭이다. 이 별칭의 유래는 정확하게 알 수 없지만 브라질의 축구 선수 펠레에 의해 유명해지게 되었다. 영국의 축구 해설가 스튜어트 홀(Stuart Hall)은 1958년부터 이 용어를 사용했다. 홀은 메인 로드에서 진행된 맨체스터 시티의 경기를 보러 갔을 때 피터 도허티를 치켜세우면서 도허티의 플레이 스타일을 설명하기 위해 "아름다운 게임"(The Beautiful Game)이라는 용어를 사용했다. 또한 브라질의 축구 선수 호나우지뉴 역시 "Joga Bonito" ("아름다운 플레이")를 자주 보여줬던 선수로 유명하다.

## 어원
이 용어의 정확한 기원에 대해서는 논쟁의 여지가 있다. 영국의 방송 진행자 스튜어트 홀에 의하면 이 용어는 1958년 브라질의 축구 선수 발지르 페헤이라에 의해 처음 사용되었다고 한다. 영국의 작가이자 축구광인 H. E. 베이츠는 1952년 신문 기사에서 "Brains in the Feet"라는 제목으로 축구의 장점을 극찬하며 이 용어를 보다 일찍 사용했다.
초기 저술가들은 1848년 런던의 복스홀 정원에서 오지브웨이족이 플레이한 라크로스의 전신인 바가타웨이 게임과 1890년 테니스 경기를 설명하기 위해 이 용어를 사용하기도 했다.

## 활용

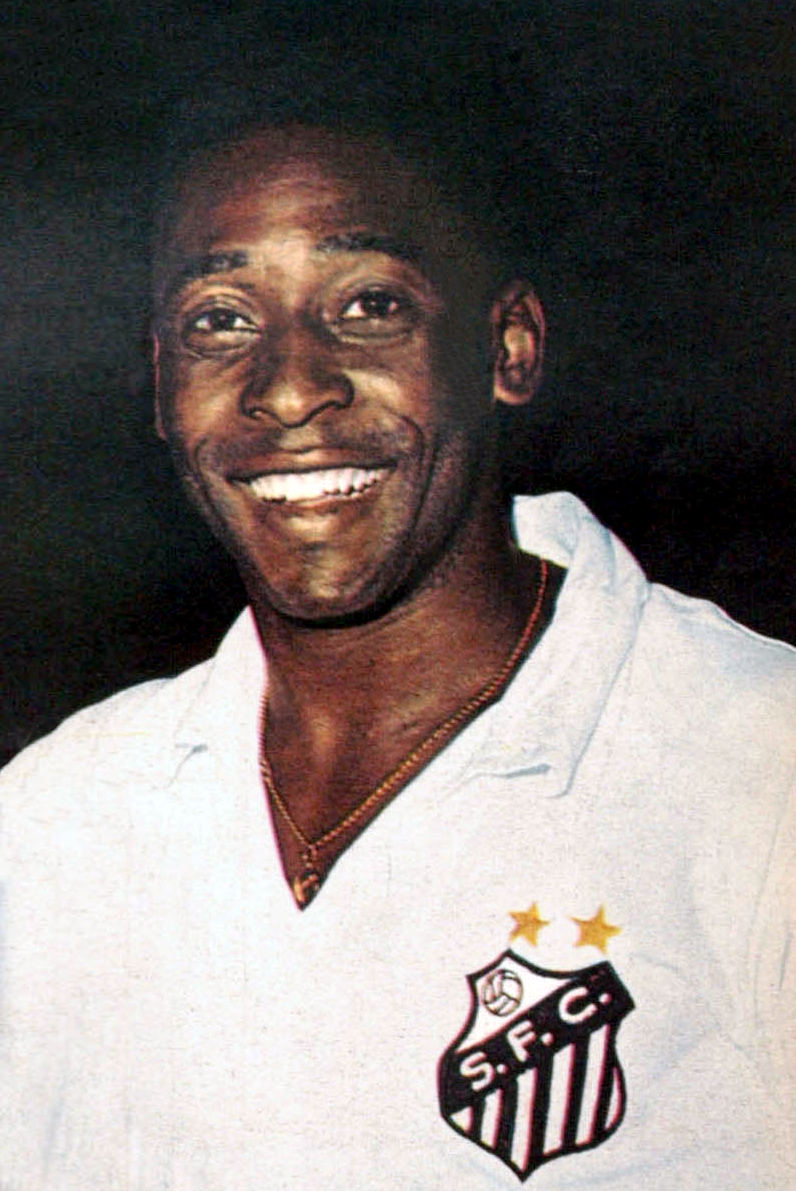
펠레는 이 용어를 대중화한 것으로 평가받고 있다.

브라질의 전설적인 축구 선수 펠레는 이 용어를 축구와 동의어로 만든 인물로 평가받고 있다. 1977년에 펠레는 자서전의 제목을 《나의 인생과 아름다운 게임》(My Life and the Beautiful Game)으로 지었는데 이 책의 헌정사에는 "이 위대한 게임을 아름다운 게임으로 만들어 주신 모든 분들께 이 책을 헌정합니다."라고 적혀 있다. 이후 이 문구는 축구를 설명하는 데 사용되었다.
'아름다운 게임'이라는 용어는 영국의 뮤지컬 작곡가 앤드루 로이드 웨버의 2000년 뮤지컬 《아름다운 게임》의 제목으로도 활용되었으며 배우 테런스 스탬프가 내레이션을 맡아 축구 경기의 역사를 보여주는 2002년 13부작 시리즈의 제목으로 사용되기도 했다.
캐나다의 래퍼 케이난이 2010년 FIFA 월드컵을 위해 코카콜라 홍보가로 부른 노래 〈Wavin' Flag〉에는 "아름다운 경기에서 기뻐하자"라는 가사가 담겨 있다.
스포츠웨어 회사 나이키는 축구 광고에서 아름다운 게임을 언급했다. 1996년, "선과 악"(Good vs Evil)이라는 제목의 이 나이키 광고는 로마 원형경기장을 배경으로 한 검투사 경기 중, 에릭 칸토나, 호나우두, 파올로 말디니, 루이스 피구, 파트릭 클라위버르트, 이언 라이트, 호르헤 캄포스 등 전 세계 축구 선수 10명이 악마의 전사들로 구성된 팀에 맞서 "아름다운 경기"를 수호한다는 내용이다. 경기는 칸토나가 호나우두에게서 공을 받아 그의 셔츠 칼라를 잡아당기고 마지막 대사인 "Au Revoir"(또 보자, 안녕)를 외친 뒤 공을 차서 악을 파괴하는 것으로 마무리된다.
또한 나이키는 자사의 축구 제품에 대한 슬로건 중 하나로 "아름다운 경기"를 의미하는 포르투갈어 Jogo bonito가 아닌 "아름답게 플레이하다"를 의미하는 Joga bonito를 사용한다. 나이키는 2006년 FIFA 월드컵에 앞서 선수들의 경기장 내 행동을 억제하기 위한 캠페인으로 이 '조가 보니토'라는 슬로건을 사용하기 시작했다. 전직 국가대표 축구 선수 에릭 칸토나와 협력하여 홍보했다.

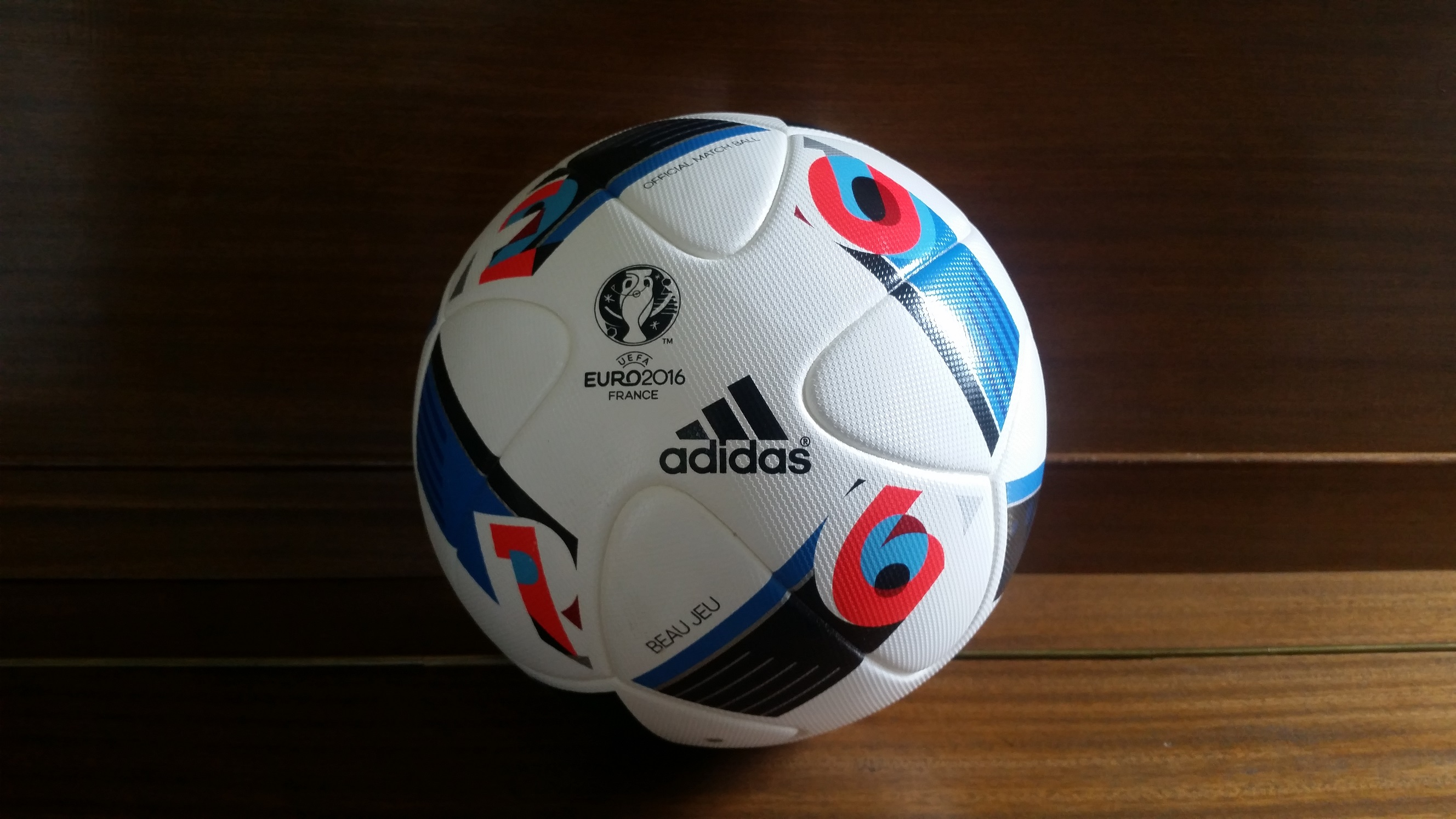
불어로 '아름다운 게임'을 의미하는 UEFA 유로 2016의 공인구 보쥬(Beau Jeu)

아디다스는 UEFA 유로 2016 공식 공인구의 이름을 아디다스 보쥬(Adidas Beau Jeu)로 지었는데, 보쥬는 불어로 "아름다운 게임"을 의미한다.